# Bandama
Ne doit pas être confondu avec Bandama (volcan).
Le Bandama est un fleuve qui traverse la Côte d'Ivoire du nord au sud. Le nom fleuve vient de l'expression « gbanda-ma » qui signifie « fils de la mer ». Il est formé de la conjonction des Bandama blanc et Bandama rouge (Marahoué). Le Bandama blanc constitue le cours supérieur du fleuve.

## Géographie

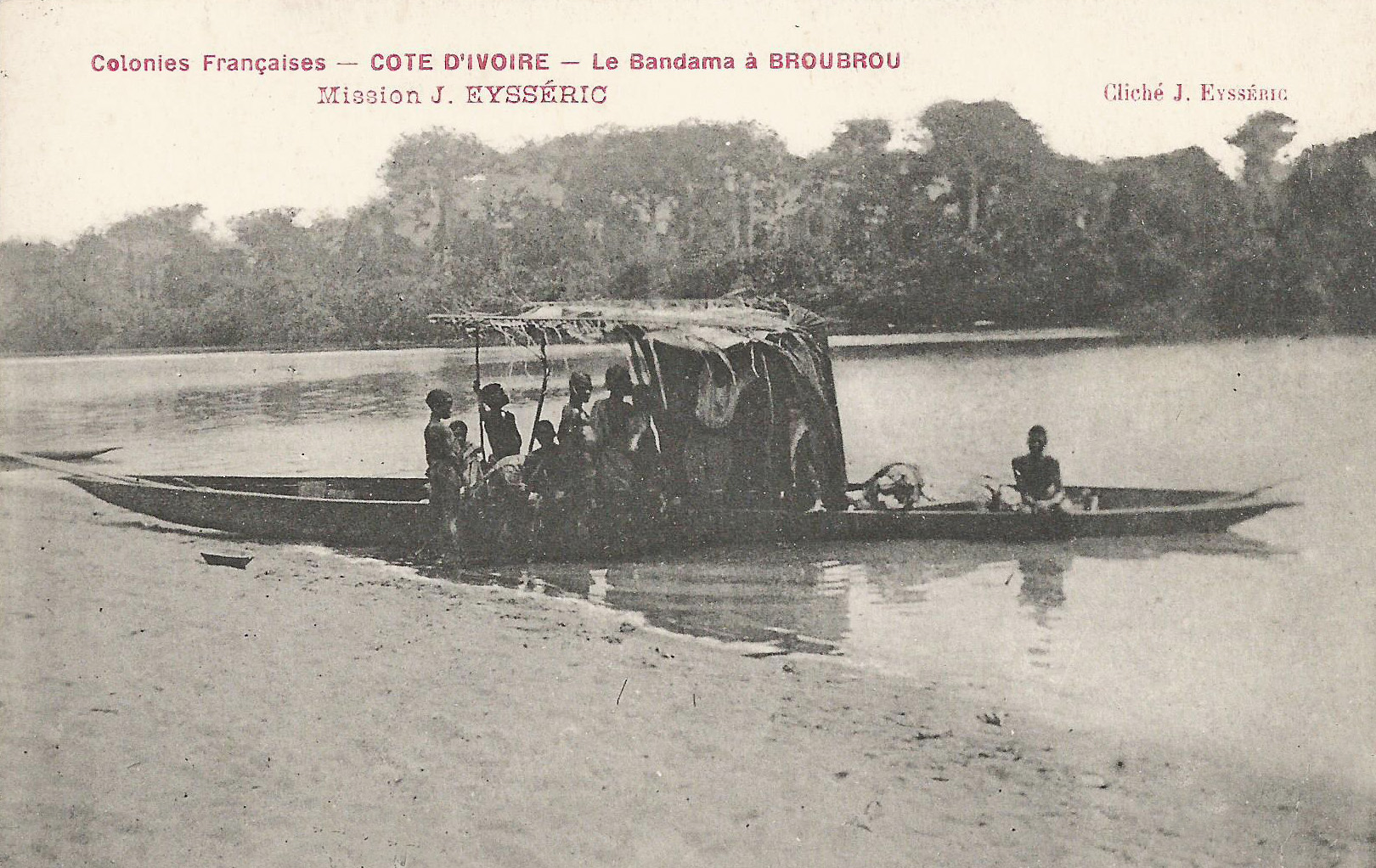
Le Bandama à Broubrou
(mission J. Eysséric, 1896-1897).

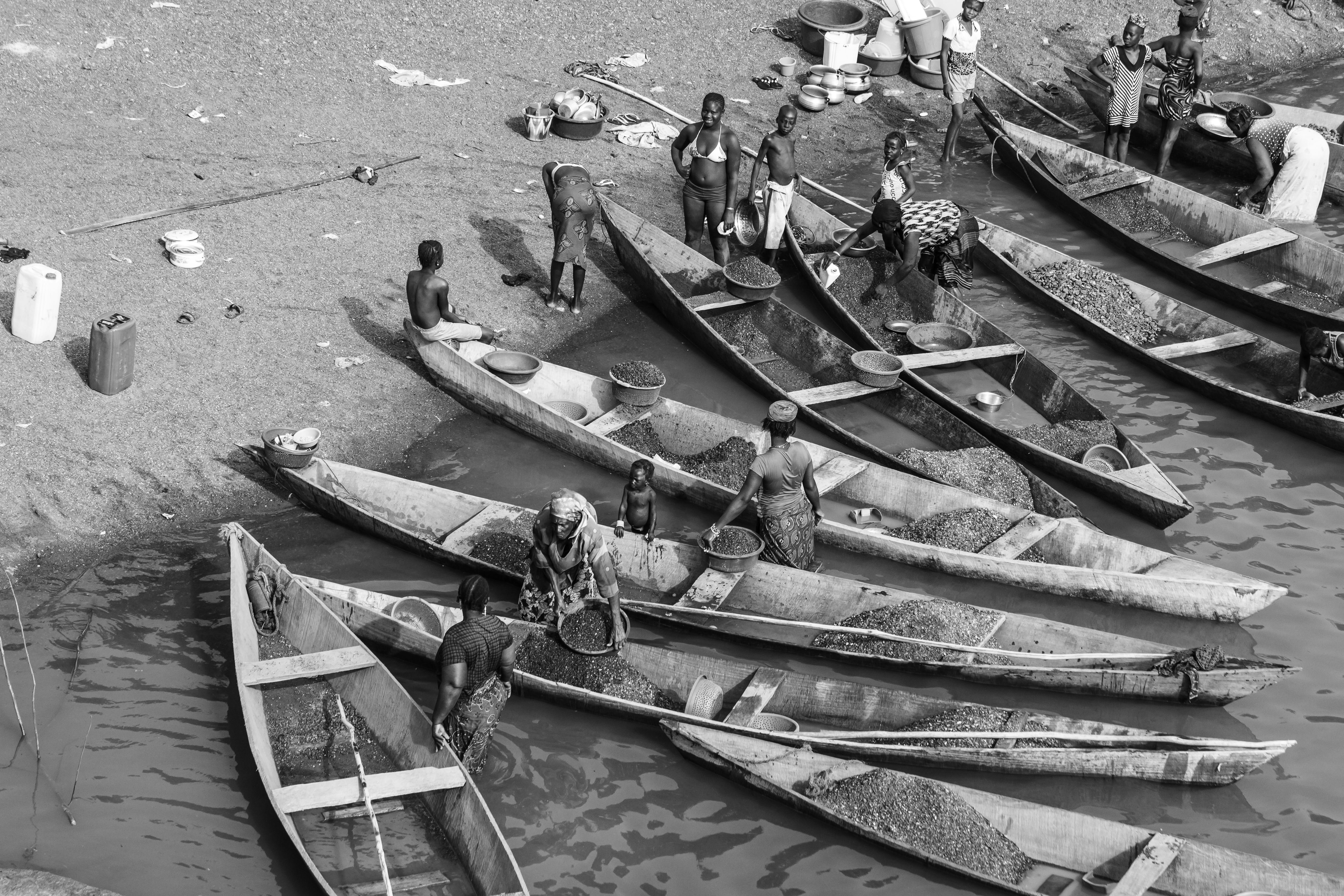
Récolte de gravier dans la région de Yamoussoukro.

### Source
Le Bandama (Bandama blanc) prend sa source dans le nord du pays, à l'ouest de la ville de Korhogo qu'il contourne par le nord, avant de s'orienter droit vers le sud. Sur son cours moyen, au nord-ouest de Yamoussoukro, a été construit le barrage de Kossou qui a formé le vaste lac de Kossou.
Il se jette dans la lagune de Tagba et le golfe de Guinée à Grand-Lahou.
Sa longueur totale est de 1 050 km et son bassin couvre près de 100 000 km2. Ses principaux affluents sont le N'Zi, le Kan, le Sélémougou et le Bou.

### Affluents
- La Marahoué.
- Le N'Zi

### Hydrologie

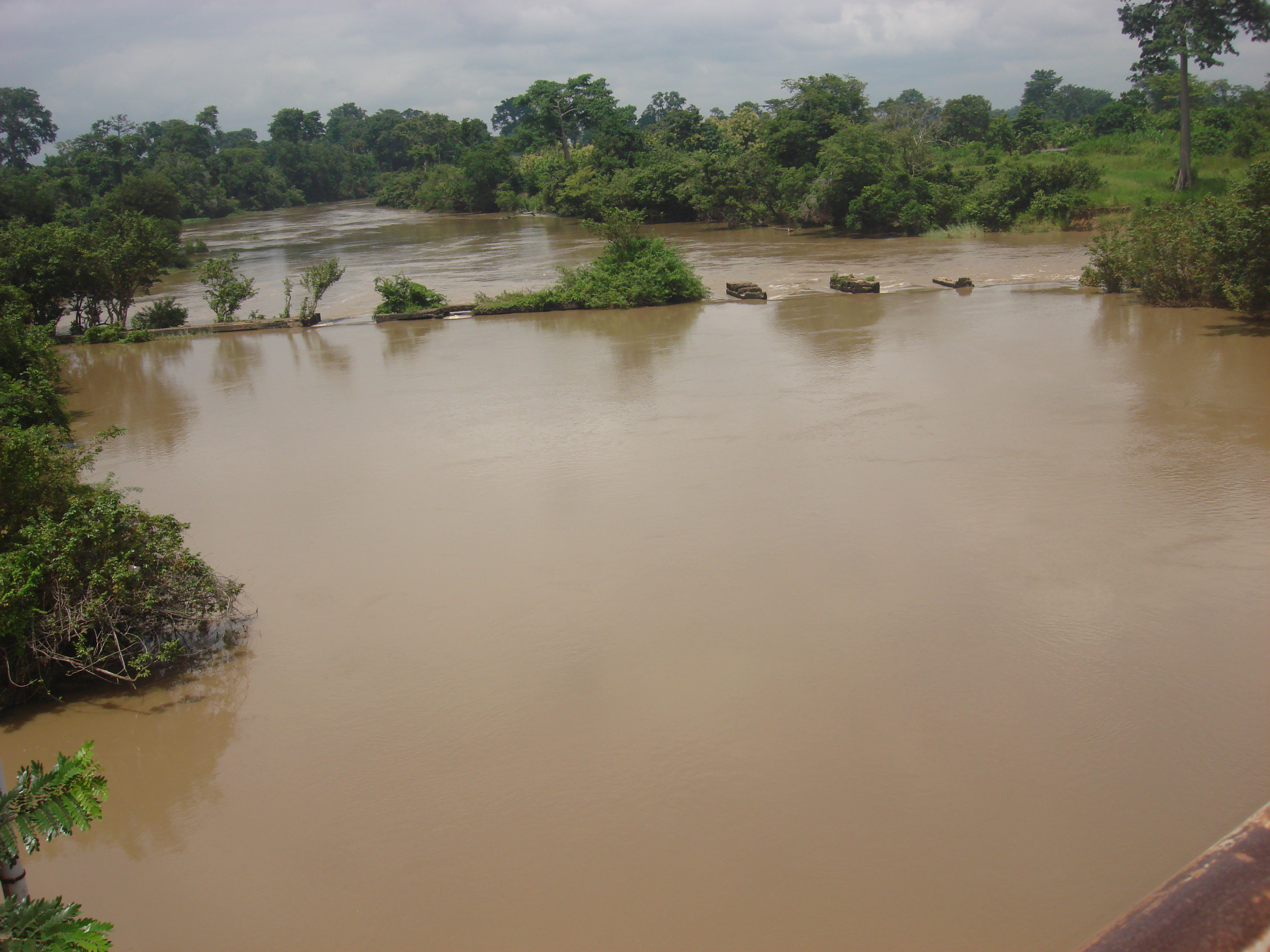
Affluent du fleuve Bandama (Bandama rouge) au niveau de Bouaflé, Côte d'Ivoire.

Le débit du fleuve a été observé pendant 38 ans (1954-1991) à Tiassalé, station hydrométrique située en aval du confluent avec la Marahoué (Bandama Rouge), et à plus ou moins 100 kilomètres de son embouchure au niveau de Grand-Lahou.
À Tiassalé, le débit annuel moyen ou module observé sur cette période était de 263 m3/s pour un bassin versant de 96 500 km2, ce qui représente plus de 97 % de la superficie totale de son bassin.
La lame d'eau écoulée dans le bassin versant atteint ainsi le chiffre de 87 millimètres par an, ce qui doit être considéré comme assez modeste.
Le Bandama est un cours d'eau assez irrégulier et son débit varie d'après les saisons et suivant les années. Le débit des mois de la période des basses eaux est de plus de quinze fois inférieur au débit mensuel moyen de la période de crue. Celle-ci se déroule en septembre-octobre et suit de peu le maximum de la saison des pluies.
Sur la durée d'observation de 38 ans, le débit mensuel minimum observé a été de 7,3 m3/s (en février 1972), tandis que le débit mensuel maximal se montait à 2 450 m3/s (en octobre 1957).
Le fleuve présente des variations annuelles importantes : 606 m3/s de moyenne pour l'ensemble de l'année 1957, puis seulement 118 m3/s l'année suivante. Le maximum annuel observé est de 623 m3/s en 1963, tandis que le minimum annuel se montait à 62,1 m3/s en 1978. D'une façon générale on constate une forte baisse des débits moyens depuis le début des années 1970, ce qui correspond aux problèmes d'assèchement de la région du Sahel.